# Stolpekirke
Una stolpekirke è una tipologia di chiesa che precede le stavkirke, e da queste differisce per il fatto che i pali angolari non poggiano su di una piattaforma, ma sono piantati direttamente nel terreno. I pali sono le parti in legno verticali che sorreggono il tetto messi nei loro relativi buchi nel terreno.
Si crede che questo tipo di costruzione sia una forma intermedia tra la chiesa a palizzata e la stavkirke. A causa del fatto che i fori per i pali si possono identificare facilmente negli scavi archeologici, si possono differenziare le une dalle altre, anche se nessuna delle stolpekirke originarie è sopravvissuta.
Vi è un dibattito sul fatto che una stavkirke, quella di Røldal, sia effettivamente una stolpekirke. Durante i lavori di restauro fu notato che i pali sembravano toccare il terreno, ma siccome la chiesa era sprofondata nel terreno era molto difficile verificarlo. L'unica indicazione indiscutibile dell'origine di questa chiesa è il fatto che la piattaforma è incastrata nel palo angolare, mentre nelle stavkirke più comuni si trova sotto di esso.